# Луноликая
«Луноликая» (хинди चाँद का टुकड़ा, Chaand Kaa Tukdaa; досл.: «Кусочек Луны» — комплимент красивой женщине) — индийская мелодрама, снятая на языке хинди и вышедшая в прокат в 1994 году.

## Сюжет
Шьям Мальхотра (Салман Хан) молодой и богатый сирота. Он впервые приезжает в Индию, чтобы выполнить предсмертное желание своей матери и найти себе невесту, воспитанную в индийских традициях, а затем вернуться с ней в Англию. Друг его отца Хасмух (Анупам Кхер) устраивает в честь его приезда вечеринку, на которую собирается индийская молодежь, придерживающаяся западной культуры. Это совсем не то, что ожидал увидеть Шьям. Хасмух объясняет ему, что типично индийских девушек можно найти только в деревнях. Тогда Шьям отправляется на поиски и в одной деревне встречает красавицу Радху (Шридеви).